# 5060 Yoneta
5060 Yoneta è un asteroide della fascia principale. Scoperto nel 1988, presenta un'orbita caratterizzata da un semiasse maggiore pari a 2,6134025 UA e da un'eccentricità di 0,1891551, inclinata di 1,97379° rispetto all'eclittica.